# فوج الطيران الخاص 36 للقوات الجوية البولندية
فوج الطيران الخاص 36 التابع للقوات الجوية البولندية (بالبولندية : 36 Specjalny Pułk Lotnictwa Transportowego)
هو فرع ضمن القوات الجوية البولندية تأسس عام 1945 من مجموعة من الطائرات الوطنية البولندية، واختص أساسا بعمليات نقل الساسة البولونيون وكبار قادة الجيش البولندي.
و قد اشتهر عن هذا الفوج بانه موظفيه وطياريه هم من أفضل وابرع رجال الطيران العسكري البولندي. وقد كان المقر الرئيسي لقيادة هذا الفوج في القاعدة العسكرية الجوية الأولى في مطار فريدريك شوبان في العاصمة وارسو.

## كارثة تحطم الطائرة الرئاسية

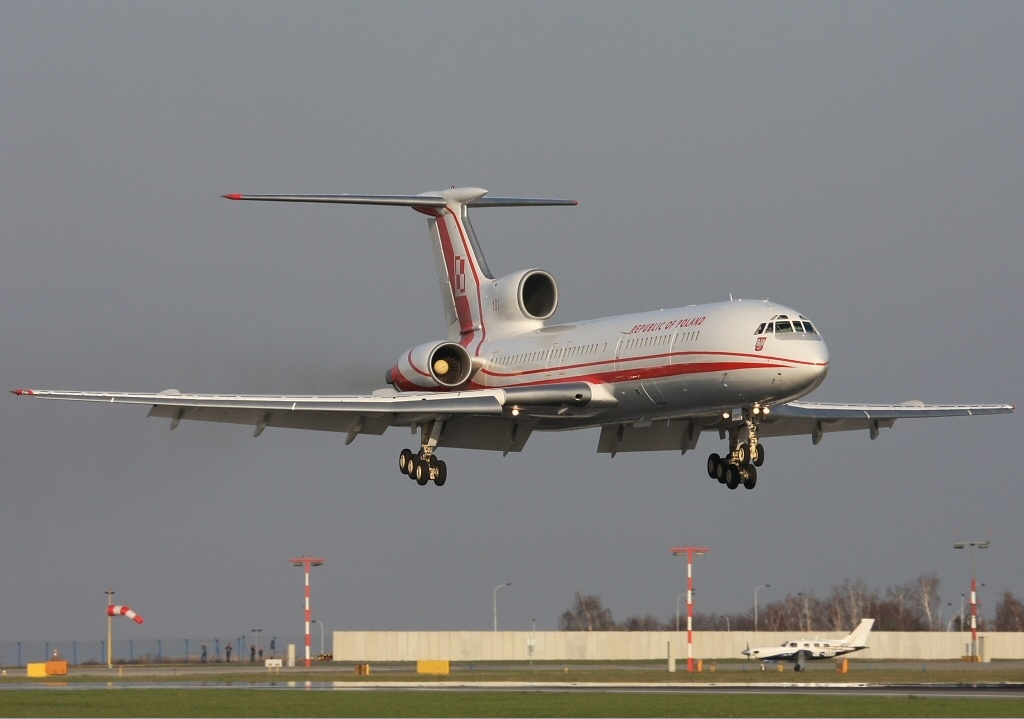
طائرة الرئاسة البولندية 101 في مطار براغ قبل 39 ساعة من تحطمها.

في 10 أبريل 2010 أقلعت طائرة الرئاسة البولندية من طراز توبوليف تو -154 ذات رقم التسجيل 101 من مطار فريدريك شوبان بوارسو. متوجهة نحو قاعدة سمولنيسك العسكرية. بمدينة سمولنيسك الروسية، وهي تحمل على متنها الرئيس البولندي ليخ كاتشنسكي، وزوجته ماريا. إضافة إلى 42 شخصا من كبار القادة البولنديين ومن ضمنهم رئيس الأركان العامة للجيش البولندي. ومعظم كبار القادة ضمن الجيش البولندي. وحاكم البنك المركزي البولندي. ونائب وزير الخارجية وعدد من كبار الشخصيات ضمن الحكومة البولندية. إضافة إلى عدد كبير من النواب البولنديين ضمن مختلف الهيئات التشريعية البولندية. وكبار رجال الدين من مختلف الطوائف ومعهم عدد من عوائل ضحايا مجزرة كاتين التي كان الوفد متجها لحضور الاحتفال بالذكرى السبعين بها.
و أثناء محاولة الطائرة الهبوط في المطار. اصطدمت بقمم الأشجار القريبة من مهبط المطار بسبب الضباب الكثيف الذي لف المنطقة ما أدى إلى تحطم الطائرة ومصرع جميع على متنها بمن فيهم الرئيس نفسه..
بعد هذه الحادثة تم ايقاف عمل الفوج. وفي 4 أغسطس 2011 تم حل الفوج بتصريحات شفهية لوزير الدفاع البولندي. ومنذ ذلك التاريخ يسافر السياسيون البولنديون على متن طائرات شركة الخطوط الجوية البولندية LOT.
و في 31 ديسمبر 2011 توقف الفوج عن العمل واختفى رسميا من الوجود. ومع ذلك بقيت القاعدة العسكرية الأولى في مطار فريدريك شوبان مركزا لعمليات النقل العسكري البولندي.

## الاسطول الجوي
| نوع الطائرة      | بلد المنشأ       | الصورة | في الخدمة |
| ---------------- | ---------------- | ------ | --------- |
| توبوليف تو - 154 | الاتحاد السوفيتي |        | 1         |
| ياكوفليف ياك 40  | الاتحاد السوفيتي |        | 4         |
| PZL M28          | بولندا           |        | 3         |
| PZL W-3 سوكول    | بولندا           |        | 5         |
| بيل 412          | الولايات المتحدة |        | 1         |
| ميل مي-8         | الاتحاد السوفيتي |        | 7         |